# São Raimundo (Manaus)
São Raimundo é um bairro do município brasileiro de Manaus, capital do estado do Amazonas. Localiza-se na Zona Oeste da cidade. De acordo com o censo do Instituto Brasileiro de Geografia e Estatística (IBGE), sua população era de 18 199 habitantes em 2017.

## Atualidade
Dados do Bairro
- População: 18 199 habitantes.[1]

O bairro está ligado com o Centro da cidade a menos de 15 minutos pela ponte até o bairro de Aparecida.
A Extensão de perímetro do bairro de São Raimundo ocupa uma superfície de 115.32 hectares. Tem como início de seu perímetro urbano o igarapé homônimo com o Rio Negro, seguindo à margem esquerda até o ponto final da rua São José até a avenida Presidente Dutra, passando pela 5 de Setembro. Com a chegada cada vez de interioranos a procura de terras e oportunidades de emprego, o perímetro urbano do bairro São Raimundo foi ampliado surgindo no período da década de 60 a comunidade da Glória com seu ponto inicial na avenida Presidente Dutra.

### Histórico do Bairro
O início da ocupação deste bairro se dá a partir de 1849, quando o governo do estado doou ao Seminário São José o terreno que foi incorporado ao patrimônio da instituição religiosa. Na época, o bispo Dom Lourenço da Costa Aguiar loteou uma parte das terras para pessoas de baixa renda construirem as primeiras casas nos terrenos, pagos com quantia mensal denominada de "foros da igreja", cuja administração e cobrança, em nome da diocese, estava a cargo de Belmiro Bernardo da Costa. Os primeiros moradores sanaram as dívidas com a diocese em cerca de trinta anos. Segundo o livro de tombo da paróquia de São Raimundo, uma das primeiras famílias a se estabelecer na área do bairro foi a de Bernardino de Sena e Cândida Maria Anunciação, ambos do Ceará, que vieram para Manaus a procura de trabalho e, posteriormente, trouxeram também seus 08 filhos . Em princípio construíram suas casas à beira do rio Negro. Naquela época já existia a família de João Caboclo, o pescador Manuel Salgado, o embarcadiço José Olímpio e o ajudante Lucas. Distante de suas casas, eles construíram um depósito de lenha para abastecer os navios que atracavam no porto próximo a rua da Boa Vista. Essas famílias também praticavam a caça e a pesca para o próprio sustento e a venda nos mercados e feiras de Manaus. Ainda conforme registro do livro da paróquia, em 1877 chega para morar no bairro o senhor Bernardino, juntamente com sua filha de nome Luzia, que permaneceu solteira e se dedicava às causas sociais das pessoas carentes, falecendo em 1938, aos 98 anos. Aos poucos foi crescendo o número de casas e habitantes. Bernardino, católico fervoroso começou a solicitar a presença de sacerdotes para a celebração do santo sacrifício do altar. Nas datas festivas, Luzia se encarregava dos preparativos do grande evento e o local se tornava um grande arraial iluminado pelos lampiões de gás. Os religiosos participavam do evento pedindo donativos emprestados de outras localidades para armarem o altar num barracão onde guardavam ferramentas para derrubada das matas. Foi nesta ocasião que, a pedido de Bernardino, apareceu na comunidade o recém ordenado padre Raimundo Amâncio de Miranda, filho do município de Maués, trazendo consigo a imagem de São Raimundo Nonato, medindo cerca de 40 centímetros. Imagem que Luzia colocava sempre no centro do altar nos dias de festas e celebrações, quando o padre Raimundo Amâncio deixou a comunidade, esta ficou sob a responsabilidade de Raimundo Limão. A presença da imagem estava tão forte e impregnada na pequena comunidade que logo o cemitério também foi batizado com o nome do santo e por fim o bairro logo em seguida recebia também a mesma denominação, ou seja, São Raimundo.
Urbanização -
Na virado do século XX, o bairro entra em processo de urbanização, com abertura de novas ruas, onde novas casas foram sendo construídas por moradores, em sua maioria, vindos do interior ou de outros estados brasileiros. Nesta época, segundo consta no livro tombo da paróquia, os terrenos tinham o aval da diocese e, afastado do Centro da cidade, eram próprios para pessoas menos "civilizadas". Até 1919, continua os registros da paróquia, "o lugar era mal afamado devido os constantes conflitos, povo inculto e sem profissão fixa. Os homens eram tidos como os valentões do lugar, sempre com revólveres na cintura e facas à mostra". Os mais temidos eram Chico Preto, Manuel Francisco e Lezarrão que enfrentavam os vigilantes da polícia constantemente.Matadouro municipal antecipa mudanças e atrai moradores.
As mudanças no bairro começam a acontecer mais rapidamente a partir de 1912, quando é construído o matadouro municipal, em terras onde hoje está localizado o bairro da Glória. A chegada do matadouro, também conhecido por Curre, serviu para atrair mais pessoas para o bairro, agora capaz de oferecer emprego aos seus moradores. O local sofreu uma expansão demográfica tão acelerada que imediatamente surgiu um novo bairro, o do Matadouro, depois Glória.
Fim das desordens Ainda de acordo com documentos em posse da paróquia, por volta de 1920, reinava no bairro a pobreza e a miséria. As mulheres lavavam "buchos" para ajudar no sustento da casa e revendiam pela cidade, ganhando por isso o apelido de "bucheiras", que até hoje é relacionado aos moradores do bairro. Nesta época, o governo decidiu acabar com as desordens no bairro e estabeleceu uma intendência de polícia e os valentões foram desaparecendo. Foi grande o esforço do clero e das religiosas com a finalidade de elevar o nível moral e intelectual da comunidade.Anos depois, as moças e os rapazes já mostravam determinadas mudanças no comportamento. Era comum se ver passar os pescadores no final de tarde e o maior entretenimento eram as festas de bailes organizadas nos pequenos clubes. Por ocasião do Carnaval todos caiam na folia deixando o bairro em clima de alegria e festa. Na quarta-feira, todos compareciam à igreja para tomar às cinzas como sinal de penitência. Já o escritor Áureo Nonato, em "Os Bucheiros", conta que por volta de 1930, os moradores utilizavam as várzeas do igarapé do São Raimundo, durante a época da vazante do rio, para plantar melancia, maxixe e mandioca e também cavavam cacimbas, de onde se abasteciam de água potável. Por volta de 1937, foi criado um bloco de carnaval "Os Magnatas do Amor", que desfilava pelas ruas do bairro e também do Centro, arrastando grande número de simpatizantes.
Abrigo para refugiados - Durante a década de 1950, o bairro sofre sua segunda onda de expansão populacional, com a chegada dos interioranos fugidos da grande enchente de 1953. Mais moradores vão buscar abrigo no bairro quando se espalhou a notícia de que os padres estavam prestando assistência aos desabrigados. Anos mais tarde, já no final da década de 1960, muitos dos moradores da Cidade Flutuante, que se estendia do Rodway até a foz do igarapé do São Raimundo, se instalaram no bairro quando foram obrigados a deixar suas casas montadas em balsas. Novamente a paróquia distribuiu terras aos desabrigados, aumentando assim ainda mais a população do bairro.
Sessões de matinês - O bairro usufruiu por muito tempo os serviços do Cine Ideal, cinema fundado por Valentim Normando, onde os moradores do São Raimundo assistiam sessões de matinês e também a shows de artistas famosos da "Era do Rádio". O cine estava localizado na rua 5 de Setembro e encerrou suas atividades no final da década de 1970.
Em 1987, o bairro é finalmente ligado a Aparecida pela ponte Senador Fábio Lucena, construída, pelo então Governador do Estado, Gilberto Mestrinho,  para diminuir a distância da Zona Oeste até o Centro da cidade. Com a construção da ponte, o meio de transporte tradicional do bairro, as catraias, deixa de existir por falta de passageiros, que cruzavam agora a pé o igarapé do São Raimundo.
No bairro também está localizado o estádio da Colina, único campo particular da cidade e também uma quadra poliesportiva, no ponto final da linha de ônibus 101.
É atendido na área de educação por Escolas tais como: Marquês de Santa Cruz, Pedro Silvestre, Madre Elísia e São Luiz Gonzaga; o bairro possui também escolas particulares.
Prosamim - O governador José Melo inaugurou, em 2014, 222 unidades habitacionais da terceira etapa do Programa Social e Ambiental dos Igarapés de Manaus (Prosamim), o Programa de revitalização dos igarapés de Manaus iniciou a sua execução em 2012 na bacia do São Raimundo, e deve beneficiar diretamente 4.780 famílias. O programa, que vai desapropriar 3.172 imóveis, inclui ainda a construção de parques residenciais, com um total de 1.297 unidades habitacionais, que serão erguidas próximas às áreas de interferência de obras do programa. serão construídas 234 unidades habitacionais no bairro, O projeto inclui a implantação de rede coletora de esgoto, novo sistema viário, urbanização da orla do São Raimundo e reflorestamento de uma área de 322 mil metros quadrados na Bacia do São Raimundo.

### Curiosidades
Havia uma lenda nos anos 50 de um relojoeiro conhecido como Velho Rogério, que era misteriosa a origem, e que a noite ele se transformava em uma mula atrás da atual sede do Sul América. Sabendo disso, o velho Rogério acabou desaparecendo do bairro, e junto com ele, se perdeu a lenda.
A fé dos moradores é muito intensa: nos anos da 2ª guerra, havia um padre alemão conhecido como padre Francisco. Como o governo brasileiro estava procurando pessoas que supostamente seriam espiões alemães, esse padre era muito suspeito, pois estava se comunicando secretamente por rádio. Mas ele se escondia em casas de fiéis quando a polícia estava procurando o padre, e os fiéis não contavam nada e escondiam o padre.
Havia certos períodos em que a disputa religiosa era grande, quando protestantes eram apedrejados por fiéis Católicos, por não ser de mesma fé, porém, há mais de 30 anos há paz e o bairro convive com diversos credos entre eles: Adventistas do Sétimo dia, Batistas, Assembleia de Deus, Pentecostais, entre outros.
Outro detalhe curioso do início do bairro foi que em determinada ocasião apareceu na comunidade certo político fazendo campanha à sua candidatura e prometeu água à população. Após ganhar as eleições, não cumpriu sua palavra. Por ocasião de uma grande festejo na comunidade quis o político voltar e recebeu o seguinte aviso: "As mulheres de São Raimundo esperam-no a vassouras". O recado foi tão incisivo que nunca mais apareceu na comunidade o referido político.
Na copa do mundo de 2014 no Brasil, foi inaugurado, neste bairro, o novo estádio Ismael Benigno, conhecido como estádio a Colina.
O Terminal Hidroviário de São Raimundo, está sendo cogitado como possível base para a instalação da Rodoviária de Manaus que deverá ser administrada pela Prefeitura.

## Transportes
O bairro é atendido por três empresas:
Via Verde Transportes Coletivos Ltda.: Linhas de origem, 100 e 101, assim como as linhas de outros bairros de origem, 110 - Compensa 2 e 112 - Santo Antônio.
Viação São Pedro Ltda.: 129 - Santo Agostinho

Expresso Coroado Ltda.: 002 - Interbairros II (Coroado) 